# Palau Police

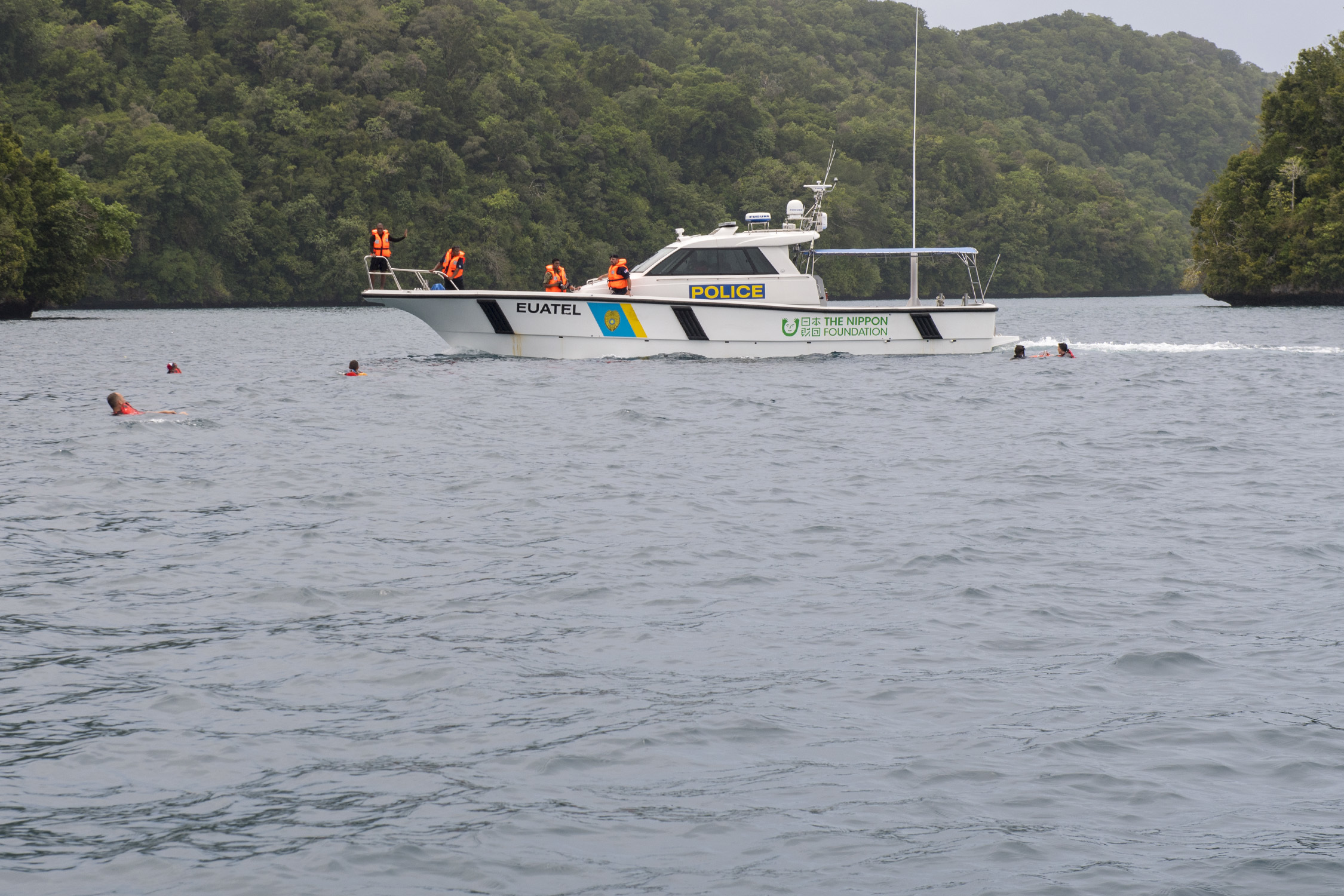
Die Euatel, Kabekl M’tal und Bul sind die Fischereischutzboote von Palau.

Die Palau Police ist die nationale Polizei des Inselstaats Palau im Pazifischen Ozean. Ein wichtiges Standbein der Polizeikräfte ist die Wasserpolizei, während alle Belange der Äußeren Sicherheit durch die Streitkräfte der Vereinigten Staaten abgedeckt werden.

## Geschichte
In den 1980ern und 1990ern unterhielten einige der sechzehn Staaten von Palau (administrativen Einheiten) noch eigene Polizei-Kräfte. Heute ist das Palau Bureau of Public Division of Marine Law Enforcement (DMLE) verantwortlich für See-Überwachung, Fischereischutz und Such- und Rettungsmissionen in Palaus Küstenmeer und seiner Ausschließlichen Wirtschaftszone (EEZ, 200 nm um die Inseln). Das DMLE unterhält ein Patrouillenboot der Pacific-Klasse, die PPS President H.I. Remeliik, sowie die PPS Kedam für maritime Überwachung und Fischereischutz. Der Heimathafen ist Koror.

## Ausstattung
Daneben unterhält das DMLE drei kleinere 15-m „inshore patrol vessels“ (Patrouillenboote), Euatel, Kabekl M’tal und Bul, die ebenfalls zur Überwachung in den Territorialgewässern eingesetzt werden.
Die Remeliik war ein Geschenk und wird von Australien gewartet, welches auch das Training für die Crew durchführt. Die anderen vier Boote waren Schenkungen der Nippon Foundation und der The Sasakawa Peace Foundation (笹川平和財団).
Weiterhin verfügt das DMLE über ein Festrumpfschlauchboot (RIB) und ein Doppelaußenborderboot (twin 85 hp boat), welche nur für Operationen in den Territroialgewässern genutzt werden.
Direktor des Bureau of Public Safety ist Aloysius Alonz.

## Aufgaben
Neben dem Fischereischutz hat Palau Polizeibeamte an die Regional Assistance Mission to Solomon Islands (Mai 2006-Juni 2017) ausgeliehen. Der palauische Police Officer Bryson Ngiratumerang ist Contingent Commander der Palauan Police der im Rahmen einer Participating Police Force (PPF) an RAMSI teilnahm.